# برجکی‌ها
برجکی‌ها (نام علمی: Turritella) نام یک سرده از تیره صدف‌های برجکی است.